# Jaera helice
Jaera helice é uma espécie de borboleta descrita por Frederick DuCane Godman em 1903. Jaera helice faz parte do gênero Jaera e família lycaenidae.